# 朝陽科技大學
朝陽科技大學，簡稱朝陽科大，是位於臺中市霧峰區的私立科技大學，是台灣第一所創立的私立科技大學。現有管理、理工、設計、人文暨社會、資訊、航空等6個學院、5個博士班、23個碩士班及25個系。112年在籍學生超過14,500人，112學年度日間部新生註冊率95.58%。

## 世界排名
泰晤士高等教育世界大學排名
- 2021年全球最佳大學排名1000+ [2]
- 2020年全球最佳年輕大學排名401+ [2]
- 2020年世界大學影響力排名301-400 [2]
- 2019年亞太地區最佳大學排名301+ [2]
- 2020年新興經濟體大學排名401-500 [2]
- 2020年亞洲地區最佳大學排名401+ [2]
- 2021年全球電腦科學領域排名601-800 [2]

## 歷史沿革
朝陽科技大學是台灣第一所私立科技大學，由長億關係企業創辦人楊天生獨力捐資捐地所創辦。
1994年創立，1997年改名為「朝陽科技大學」。

### 朝陽技術學院（1988~1996）
1988年設立「朝陽技術學院籌備處」。
1994年「朝陽技術學院」成立。成立財務金融系、企業管理系、工業管理系、營建工程系、建築系、商業設計系、工業設計系、資訊管理系。
1995年成立第一個研究所－財務金融研究所碩士班、應用化學研究所碩士班。商業設計系改名視覺傳達設計系。
1995年成立保險營運、應用化學、影視傳播等系。
1996年成立應用外語、幼兒保育、會計技術系。工業管理技術系更名為工業工程與管理技術系。新增營建工程技術研究所、工業工程與管理研究所。

### 朝陽科技大學（1997~迄今）
1997年奉教育部核定改名為「朝陽科技大學」成為全國第一所私立科技大學；波錠紀念圖書館建設工程動工；成立資訊管理系、環境管理系、休閒事業管理等系、建築及都市設計研究所。影視傳播系改名傳播藝術系。
1998年各系名稱刪除“技術”兩字，成立資訊工程系。保險營運系改名為保險金融管理系。
1999年成立都市計畫與景觀建築系、企業管理系；波錠紀念圖書館落成。
2000年成立社會工作系、環境管理系研究所。
2001年成立保險金融管理系研究所、幼兒保育系研究所、資訊工程系研究所。
2002年成立設計研究所、會計系研究所。
2007年成立行銷與流通管理、銀髮產業管理、資訊與通訊等系。
2008年成立室內設計學位學程。
2009年設計研究所與工業設計系合併為工業設計系暨研究所；都市計畫與景觀建築系改名景觀及都市設計系。
2011年配合教育部政策，全校二技學制停止招生。
2012年增設高階產業經營碩士學位學程。建築系整併室內設計學位學程，改為建築系室內設計組與建築系建築組。建築及都市設計研究所碩士班、博士班併入建築系，改名建築及都市設計碩士班、博士班；資訊科技研究所博士班併入資訊管理系，改名資訊管理系博士班；生化科技研究所碩士班、博士班併入應用化學系，改名應用化學系生化科技碩士班、博士班。
2013年應用外語系改名應用英語系。臺灣產業策略發展博士學位學程、高階產業經營碩士學位學程併入企業管理系。
2014年增設視覺傳達設計系碩士班、社會工作系碩士在職專班。資訊管理系分設資訊管理組、數位多媒體組之分組。
2015年增設景觀及都市設計系碩士班。
2017年增設行銷與流通管理系碩士班。
2018年增設銀髮產業管理系碩士班。成立航空學院籌備處。
2019年增設航空機械系。
2021年增設飛行與民航人員技術系。
2022年資訊工程系分設資電工程組、人工智慧組之分組。
2023年增設航空運務系，工業工程與管理系碩士班分設工業工程與管理組、智慧製造組之分組。
2024年增設航空科技研究所。

## 歷任校長
| 任別   | 姓名   | 擔任期間      | 經歷 |
| ------ | ------ | ------------- | --- |
| 第1任  | 曾騰光 | 1994年─2002年 | 行政院顧問 救國團總團部社會處處長、嘉義縣團委會總幹事 東海大學訓導長 中華民國私立技專院校協進會發起人 |
| 第2任  | 曾騰光 | 1994年─2002年 | 行政院顧問 救國團總團部社會處處長、嘉義縣團委會總幹事 東海大學訓導長 中華民國私立技專院校協進會發起人 |
| 第3任  | 曾騰光 | 1994年─2002年 | 行政院顧問 救國團總團部社會處處長、嘉義縣團委會總幹事 東海大學訓導長 中華民國私立技專院校協進會發起人 |
| 第4任  | 楊濬中 | 2002年─2005年 | 工研院電腦通訊所所長 逢甲大學校長 僑光科技大學校長 臺灣評鑑協會監事 中華民國私立技專院校協進會首任理事長 |
| 第5任  | 鍾任琴 | 2005年─2016年 | 中華民國私立科技大學協進會常務理事 台灣中部科學園區產學訓協會常務理事 中華民國全民終身教育推廣協會常務理事 救國團總幹事 臺中市政府市政顧問 |
| 第6任  | 鍾任琴 | 2005年─2016年 | 中華民國私立科技大學協進會常務理事 台灣中部科學園區產學訓協會常務理事 中華民國全民終身教育推廣協會常務理事 救國團總幹事 臺中市政府市政顧問 |
| 第7任  | 鍾任琴 | 2005年─2016年 | 中華民國私立科技大學協進會常務理事 台灣中部科學園區產學訓協會常務理事 中華民國全民終身教育推廣協會常務理事 救國團總幹事 臺中市政府市政顧問 |
| 第8任  | 鄭道明 | 2016年─迄今   | 中華民國仲裁人 行政院公共工程委員會公共工程查核委員 Hindawi Publishing Corporation土木工程領域期刊編輯委員會委員 台中市土木技師公會榮譽顧問 高等教育評鑑中心評鑑委員 中華工程教育學會認證團主席、工程教育認證委員、TAC認證委員會委員 經濟部水利署中部水資源局履約爭議諮詢委員 營建管理協會學術委員會委員 中區技職校院區域教學資源中心教學評量與教師評鑑輔導諮詢委員 波錠文教基金會董事 波錠社會福利公益慈善事業基金會董事 私立科技大學校院協進會常務理事 臺灣綠色大學聯盟副理事長 台灣臺中軟體園區發展產學訓聯盟理事長 中華民國技職教育學會理事 社團法人國際創新創業發展協會理事 台灣中部科學園區產學訓協會理監事 財團法人技專校院入學測驗中心基金會董事 中區技專校院校際聯盟第九屆總召集人 中華民國技職教育協會第八屆理事 台灣綠色智慧科技協會榮譽顧問 10項SCI級期刊審閱人(reviewer) |
| 第9任  | 鄭道明 | 2016年─迄今   | 中華民國仲裁人 行政院公共工程委員會公共工程查核委員 Hindawi Publishing Corporation土木工程領域期刊編輯委員會委員 台中市土木技師公會榮譽顧問 高等教育評鑑中心評鑑委員 中華工程教育學會認證團主席、工程教育認證委員、TAC認證委員會委員 經濟部水利署中部水資源局履約爭議諮詢委員 營建管理協會學術委員會委員 中區技職校院區域教學資源中心教學評量與教師評鑑輔導諮詢委員 波錠文教基金會董事 波錠社會福利公益慈善事業基金會董事 私立科技大學校院協進會常務理事 臺灣綠色大學聯盟副理事長 台灣臺中軟體園區發展產學訓聯盟理事長 中華民國技職教育學會理事 社團法人國際創新創業發展協會理事 台灣中部科學園區產學訓協會理監事 財團法人技專校院入學測驗中心基金會董事 中區技專校院校際聯盟第九屆總召集人 中華民國技職教育協會第八屆理事 台灣綠色智慧科技協會榮譽顧問 10項SCI級期刊審閱人(reviewer) |
| 第10任 | 鄭道明 | 2016年─迄今   | 中華民國仲裁人 行政院公共工程委員會公共工程查核委員 Hindawi Publishing Corporation土木工程領域期刊編輯委員會委員 台中市土木技師公會榮譽顧問 高等教育評鑑中心評鑑委員 中華工程教育學會認證團主席、工程教育認證委員、TAC認證委員會委員 經濟部水利署中部水資源局履約爭議諮詢委員 營建管理協會學術委員會委員 中區技職校院區域教學資源中心教學評量與教師評鑑輔導諮詢委員 波錠文教基金會董事 波錠社會福利公益慈善事業基金會董事 私立科技大學校院協進會常務理事 臺灣綠色大學聯盟副理事長 台灣臺中軟體園區發展產學訓聯盟理事長 中華民國技職教育學會理事 社團法人國際創新創業發展協會理事 台灣中部科學園區產學訓協會理監事 財團法人技專校院入學測驗中心基金會董事 中區技專校院校際聯盟第九屆總召集人 中華民國技職教育協會第八屆理事 台灣綠色智慧科技協會榮譽顧問 10項SCI級期刊審閱人(reviewer) |

## 院系概況
| 管理學院 | 企業管理系(含碩士班) 台灣產業策略發展博士班 高階產業經營碩士在職專班 | 財務金融系(含碩士班)       |
| 管理學院 | 保險金融管理系(含碩士班)                                             | 會計系(含碩士班)           |
| 管理學院 | 休閒事業管理系(含碩士班)                                             | 行銷與流通管理系(含碩士班) |
| 管理學院 | 銀髮產業管理系(含碩士班)                                             |                            |

| 理工學院 | 營建工程系(含碩、博士班) | 工業工程與管理系(含碩士班) |
| 理工學院 | 應用化學系(含碩、博士班) | 環境工程與管理系(含碩士班) |

| 設計學院 | 建築系(含建築及都市設計碩、博士班) | 視覺傳達設計系(含碩士班)   |
| 設計學院 | 工業設計系(含碩士班)               | 景觀及都市設計系(含碩士班) |

| 人文暨社會學院 | 應用英語系(含碩士班) | 傳播藝術系           |
| 人文暨社會學院 | 幼兒保育系(含碩士班) | 社會工作系(含碩士班) |

| 資訊學院 | 資訊工程系(含碩士班)   | 資訊管理系(含碩、博士班) |
| 資訊學院 | 資訊與通訊系(含碩士班) |                          |

| 航空學院 | 航空機械系 | 飛行與民航人員技術系 |
| 航空學院 | 航空運務系 | 航空科技研究所       |

## 歷年日間部生師比及新生註冊率
- 110學年度日間部學生人數12,245，專任老師人數386，日間部師生比31.72（學生數/老師數）。

- 112學年度日間部新生註冊率95.58%。
- 113學年度新生註冊率94.67%。

### 圖書資源
朝陽科技大學設有波錠紀念圖書館，現有實體館藏量59萬冊，自2008年起迄今皆為全國私立科大館藏量最多的圖書館，亦為全年圖書借閱數量最多的學校，亦為全年圖書借閱數量最多的學校。 而為推廣創新數位科技，建構智慧圖書資訊服務，朝陽科大圖書館導入OCLC WMS雲端圖書館自動化系統，同時運用API整合週邊系統，提升圖書館行動化服務。此外，由於支持學術資源開放近用(Open Access)，鼓勵碩博士生授權開放電子全文，朝陽科大論文被引用數已連續12年蟬聯第一，展現豐沛的學術影響力。

## 獲獎
在臺灣大學發表之《Essential Science Indicators,ESI論文數》2011年大學排名位居全國科大第六名、私立科大第一名，資訊/電子類排名僅次於臺科大、北科大，2011年起教育部國家圖書館公佈各校歷年博碩士論文被學位論文引用排行，蟬聯全國科大第一名，2014年Elsevier期刊資料庫統計，「電腦科學」與「決策科學」複合領域期刊論文之綜合影響力全球第一；「知識管理」領域論文排名亦為全球第一。遠見雜誌與104人力銀行「2012企業最愛大學調查」蟬聯全國私立科大第一名、1111人力銀行「企業最愛校系排行調查」連續三年獲得全國私立科大第一名。
- 教育部委託臺灣評鑑協會評鑑，獲得全台私立科技大學評鑑第一名。[11]
- 世界大學網路學術影響力排名2007年至2017年15次蟬聯全台私立科大第一名。
- 通過歐盟EC-BIC官方承認的BQMC服務標章認證，為台灣唯一榮獲歐洲育成聯盟認證之科技大學。

## 學術排名及評價
泰晤士高等教育世界大學排名
- 2021年獲得亞洲地區最佳大學排名(Asia University Rankings) 400+[2]
- 2021年獲得全球最佳年輕大學排名(Young University Rankings) 400[2]
- 2021年獲得全球新興經濟體大學排名（Emerging Economies University Rankings）500+[2]
- 2021年獲得世界大學影響力排名(University Impact Rankings) 601-800[2]
- 2021年獲得全球電腦科學領域排名(Computer Science Rankings) 601-800[2]
- 2021年獲得全球工程領域排名(Engineering Rankings) 801-1000[2]
- 2021年獲得全球最佳大學排名(World University Rankings)1000+[2]

QS世界大學排名
- 2021年獲得亞洲地區最佳大學排名501-550[12]

各項學術排名
- 2021年遠見雜誌根據「大學聲望調查」及台灣國內139所大專校院校長互評為「年度辦學最佳大學」私立科大第一 [13]
- 2021年遠見雜誌「企業最愛排名」全台科大第一[14]
- 2021年國家圖書館臺灣學術影響力發布會獲得學位論文「論文被引用數」及「全文下載次數」私立科大第一[15]
- 獲得2020年教育部全國大專校院賃居績優服務工作學校組優等獎[16]
- 2021年獲得Cheers雜誌「大學辦學績效卓越」全台20強[17]
- 2021年獲得天下雜誌「天下USR大學公民獎」私立技職大學第一[18]

## 師生獲獎
教師
- 社工系老師陳馨馨帶領學生團隊及社區志工勇奪台中市政府「台中樂居金獎」。[19]
- 資訊與通訊系老師鄭煜輝與休閒事業管理系老師陶冠全獲得教育部大專校院教學實踐研究年度績優計畫。[20]

學生
- 工設系學生林宜萱以摺紙取代塑膠杯蓋，作品「旋轉折杯 TWIST」榮獲環保署之環境關懷設計競賽首獎，並獲獎助赴丹麥參賽The Index Award。[21]
- 資管系學生劉禹陞、廖世豪和蘇芯瑜參加第51屆全國技能競賽中區分區技能競賽3D數位遊戲藝術職類獲得前三名。[22]
- 資通系學生團隊榮獲「第2屆技職校院-大手攜小手智慧創新應用競賽」亞軍。[23]
- 行銷系學生潘華生榮獲「2021年總統教育獎 」。[24]

## 學術交流

### 國際交流
朝陽科技大學有640所以上海外學校簽訂學術合作協議。

## 校內社團
學生社團資料參見朝陽科技大學課外活動組。

## 交通資訊

### 大眾工具
臺中市公車131、132、133、151、158、249延、281等路線，可直達朝陽科技大學，每日有高達297班次行駛，候車時間約10分鐘。沿途經過臺中火車站、臺中高鐵站、一中商圈、臺中市區、大里市區。另外在附近的主要幹道，亦能於10分鐘內轉乘臺中市公車17、50、53、107、108、200、281副等路線，沿途同樣經過火車站、高鐵站等交通樞紐及商圈，直接、間接大眾運輸狀況十分便利。

### 自行前往
1．開車經國道1號於191公里處彰化系統交流道，接國道3號 往南至211公里處「霧峰交流道」下，約8分鐘到校。

2．開車經國道3號211公里處「霧峰交流道」下，約8分鐘到校。

## 外部連結
- 朝陽科技大學網站 （页面存档备份，存于）